# Javier Hernández Gutiérrez
Javier Hernández Gutiérrez, född 1 augusti 1961 i Guadalajara, mer känd som Chícharo, är en mexikansk före detta fotbollsspelare. Han är far till Javier Hernández.